# Liste der Kulturgüter in Samnaun
Die Liste der Kulturgüter in Samnaun enthält alle Objekte in der Gemeinde Samnaun im Kanton Graubünden, die gemäss der Haager Konvention zum Schutz von Kulturgut bei bewaffneten Konflikten, dem Bundesgesetz vom 20. Juni 2014 über den Schutz der Kulturgüter bei bewaffneten Konflikten sowie der Verordnung vom 29. Oktober 2014 über den Schutz der Kulturgüter bei bewaffneten Konflikten unter Schutz stehen.
Objekte der Kategorie A sind im Gemeindegebiet nicht ausgewiesen, Objekte der Kategorie B sind vollständig in der Liste enthalten, Objekte der Kategorie C fehlen zurzeit (Stand: 13. Oktober 2021).

## Kulturgüter
| Foto |                                                                             | Objekt                                           | Kat. | Typ | Standort                        | Beschreibung |
| ---- | --------------------------------------------------------------------------- | ------------------------------------------------ | ---- | --- | ------------------------------- | ------------ |
| BW   | Datei hochladen · Wikidata zu Katholische Pfarrkirche St. Jakob (Q29785023) | Katholische Pfarrkirche St. Jakob KGS-Nr.: 10776 | B    | G   | Kirchweg 16 825601 / 205290     |              |
| BW   | Datei hochladen · Wikidata zu Kapelle Maria Hilf (Q29785022)                | Kapelle Maria Hilf KGS-Nr.: 10778                | B    | G   | Dorfstrasse 33 822296 / 203228  |              |
| ja   | Datei hochladen · Wikidata zu Talmuseum Chasa Retica (Q29785025)            | Talmuseum Chasa Retica KGS-Nr.: 10779            | B    | G   | Plan Strasse 22 824215 / 204814 |              |